# Tratado de Interdição Completa de Ensaios Nucleares
O Tratado de Proibição Total de Testes Nucleares (português brasileiro) ou Tratado de Interdição Completa de Ensaios Nucleares (português europeu), também conhecido por sua sigla CTBT (Comprehensive Nuclear Test Ban Treaty), prescreve quaisquer explosões nucleares em todos os ambientes, tanto para fins militares como civis.

## Situação atual
O tratado foi aberto para assinaturas em Nova Iorque em 24 de Setembro de 1996, quando foi assinado por 71 estados, incluindo cinco dos oito estados que possuíam armas nucleares. O CTBT tem hoje a assinatura de 181 estados e foi ratificado por 151. Índia e Paquistão, apesar de não serem estados possuidores de armas nucleares segundo a definição do Tratado de Não-Proliferação de Armas Nucleares (NPT), não o assinaram, nem a Coreia do Norte. Índia e Paquistão fizeram testes nucleares em 1998 e a Coréia do Norte abandonou o NPT em 2003 e já realizou quatro testes nucleares, desde 2006.
Para ser posto em prática, o tratado tem ainda de ser ratificado por vários países (em setembro de 2009): China, Coreia do Norte, Egipto, Estados Unidos, Índia, Indonésia, Irão, Israel e Paquistão.
A Indonésia ratificou o tratado em dezembro de 2011.

## Obrigações
(Artigo I)
1. Cada Estado participante compromete-se a não realizar qualquer teste nuclear ou qualquer explosão nuclear, e a proibir e prevenir tal explosão nuclear em qualquer território sob a sua jurisdição ou controlo.
2. Cada Estado participante aceita, além disso, abster-se de causar, incitar, ou participar de qualquer maneira na realização de qualquer teste nuclear ou qualquer outra explosão nuclear.

## História
Os defensores do controlo do armamento defendiam desde o início da década de 50 a adopção de um tratado que banisse todas as explosões nucleares, quando a preocupação pública aumentou como resultado da queda de partículas radioactivas provenientes de testes nucleares atmosféricos e da escalada da corrida ao armamento.
Cerca de 50 explosões nucleares haviam sido registadas entre 16 de Julho de 1945, quando o primeiro teste nuclear foi conduzido pelos Estados Unidos em Alamogordo, e 31 de Dezembro de 1953. O Primeiro Ministro Nehru da Índia deu voz à crescente preocupação internacional em 1954, quando propôs a eliminação de todos os testes nucleares a nível mundial. Contudo, no contexto da Guerra Fria, o cepticismo na capacidade de promover o cumprimento de um tratado que banisse  os testes nucleares constituiu um obstáculo significativo ao acordo. A 13 de Outubro de 1999 o Senado dos Estados Unidos rejeitou a ratificação do CTBT.

### Tratado de Interdição Parcial de Testes, 1963
Um sucesso limitado foi alcançado aquando da assinatura do Tratado de Interdição Parcial de Testes em 1963, que bania os testes nucleares na atmosfera, debaixo de água e no espaço. Contudo, nem a França nem a China, ambos Estados com armas nucleares, assinaram o TIP. A França prosseguiu com testes nucleares atmosféricos até 1974 e a China realizou a sua última experiência atômica a céu aberto em 1980.

### Tratado de Não-Proliferação Nuclear, 1968
Para um grande avanço da não-proliferação das armas nucleares contribuiu o ratificação do Tratado de Não-Proliferação Nuclear (NPT) em 1968. Pelo NTP, os Estados que não tinham armas nucleares ficavam proibidos de, entre outros, possuir, produzir ou adquirir armas nucleares ou outros dispositivos nucleares. Todos os signatários assumiam como objectivo o desarmamento nuclear.

### Negociações para o CTBT
Devido à situação política dominante nas décadas subsequentes, poucos progressos foram feitos no desarmamento nuclear até 1991. Partidários do TIP organizaram uma conferência nesse mesmo ano para discutir uma proposta de conversão do Tratado num instrumento que banisse todos os testes nucleares; as negociações para um tratado de interdição de testes começaram em 1993, com forte apoio da Assembleia Geral das Nações Unidas.
Um dos assuntos de maior destaque eram as prioridades dos diferentes países. O países do movimento dos não-alinhados estavam deveras preocupados com a proliferação vertical (mais bombas, tecnologia bélica nova) enquanto as potências nucleares focavam a proliferação horizontal (bombas nucleares sendo produzidas por estados que não eles próprios).

### Adopção do CTBT, 1996
Intensos esforços foram envidados nos três anos seguintes no sentido de esboçar o texto do Tratado e os seus dois anexos, culminando na adopção do Tratado de Interdição Completa de Ensaios Nucleares (CTBT) a 10 de Setembro de 1996 pela Assembleia Geral das Nações Unidas, em Nova Iorque.

### Monitorização do CTBT
Geofísica e outras tecnologias são usadas para monitorizar o cumprimento do Tratado: sismologia, hidroacústica,
infra-sons, e monitorização de radioisótopos. Em situações nas quais haja preocupação no que toca ao cumprimento do Tratado, torna-se imperativa uma inspecção in situ.
A Comissão Preparatória para a Organização do Tratado de Interdição Completa de Ensaios Nucleares (CTBTO), uma organização internacional com sede em Viena (Áustria), foi criada para elaborar o regime de verificação, incluindo o estabelecimento e operação provisória da rede de estações monitorizadoras, bem como o desenvolvimento da capacidade de inspecções in situ.
Em Dezembro de 2005, cerca de 65% das estações de monitorização encontravam-se operacionais.
Ao longo do tempo, a rede de detecção do CTBTO se revelou útil em outras áreas, especialmente na monitorização da atividade sísmica e vulcânica pelo mundo. Em 2013 as estações do Tratado captaram a explosão do meteoro de Chelyabinsk e assim puderam calcular a energia liberada no evento, cerca de 460 quilotons.
Em novembro de 2017, estações hidroacústicas do Tratado captaram uma anomalia sonora, condizente com uma explosão, provindo das proximidades do local onde desapareceu o submarino argentino ARA San Juan. Cerca de um ano depois, os destroços da embarcação foram localizados na mesma área onde teve origem o ruído.